# Копчений сир

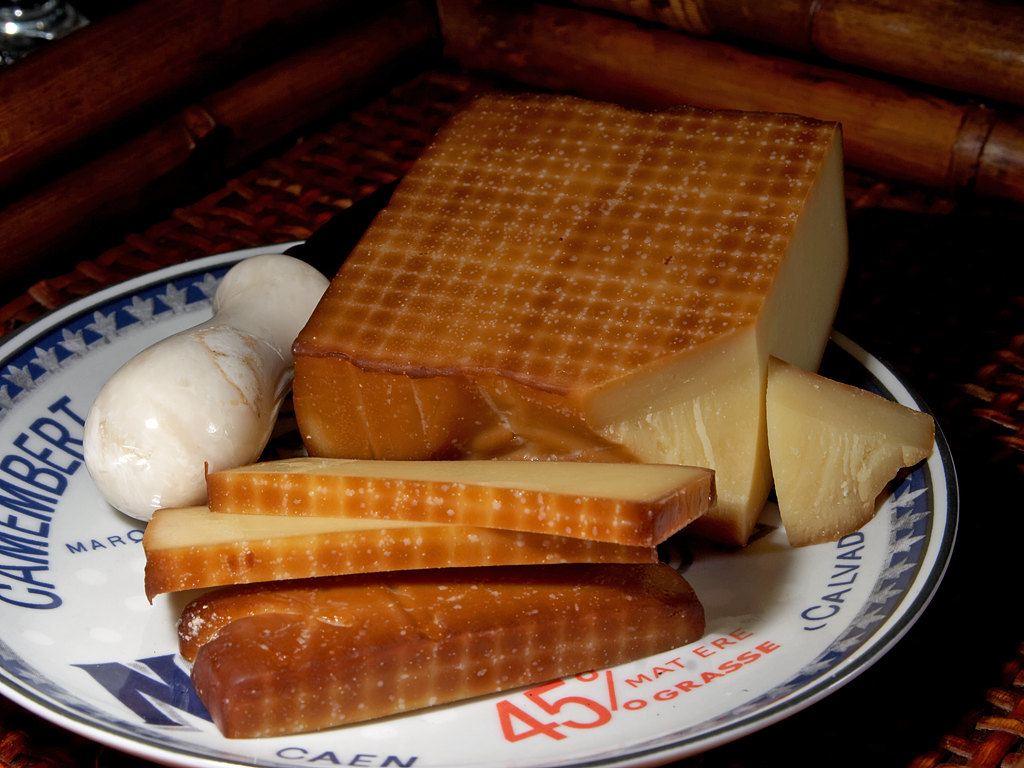
Копчений Сир Грюєр

Копчений сир — будь-який сир, що пройшов спеціальну процедуру копчення. Він зазвичай має жовтувато-коричневий зовнішній вид «шкірки», котра є результатом процесу вулканізації поверхні сиру при високій температурі. Традиція робити копчені сири виникла в Данії, котра вважає його своїм винаходом.

## Методи копчення
Копчений сир робиться, як правило, одним з двох способів:
Холодний метод копчення, котрий може зайняти від тижня до місяця, в залежності від виду сиру. Коптять його за температури від 70° до 90 °F або 21° і 32 °С. Як правило, не треба постійного контролю і на деяких підприємствах готується без участі людини.
Гарячий метод копчення складніший, ніж холодний, тому процес приготування частково або повністю контролюється людиною, коптять сир за температури від 100° до 190° F або 38° до 88° С.
Також існує ще один спосіб так званого «копчення», котрий використовується деякими недобросовісними виробниками в дешевших сортах сиру, це використання рідкого диму, смакових добавок і харчових барвників, щоб надати своєму продукту аромат і колір оригінального, копченого сиру.

## Сорти копчених сирів

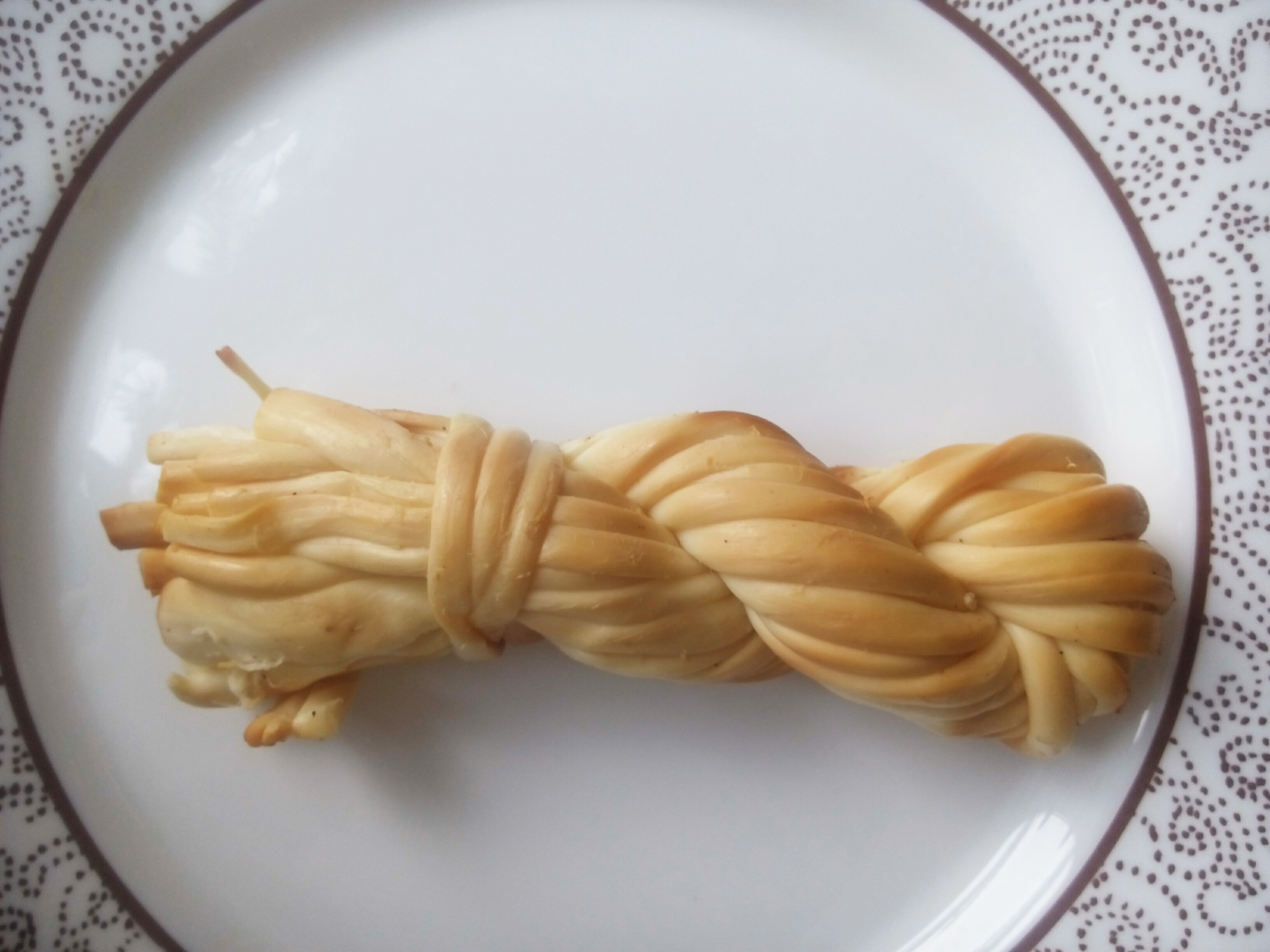
Копчений сир "косичка"

Як правило, виготовляють із таких видів знаменитих сирів: Грюєр, Гауда, Моцарела і Чеддер.
 Копчений плавлений сир називається «ковбасним».
В Україні стали дуже популярні з 2010-тих років копчені косички.